# Escuela de Música Jacobs
La Escuela de Música Jacobs (en inglés: Jacobs School of Music) es una escuela de música de la Universidad de Indiana Bloomington en Bloomington, Indiana, Estados Unidos. Originalmente fue nombrada el departamento de música y tras años de recaudar fondos, la escuela de música fue establecida en 2005.